# Nemesis (EP)
Nemesis es el segundo EP de la actriz, cantante y compositora estadounidense Bridgit Mendler. El EP fue lanzado el 18 de noviembre de 2016, a través de Black Box Media Agency. Para el lanzamiento de Nemesis, Mendler se asoció con Fanjoy Co para crear una caja del EP, incluyendo el disco físico firmado y otros artículos.

## Antecedentes
En una entrevista con Deepa Lakshmin de MTV, Mendler dijo sobre el extended play: "Siento que he derramado la mayor parte de mí mismo de todo lo que he hecho en este proyecto". También habló sobre sus fanes viéndola crecer en la televisión, y esperando que Nemesis les mostrará una "perspectiva más bien redondeada" de quién es ahora cuatro años después. También llamó al EP "una colección de canciones de arrepentimiento".

## Recepción crítica
RJ Frometa, de Vents Magazine, calificó al EP de "Una impresionante colección de cuatro canciones de confianza autoadhesivas y agridulces que entrelazan el Pop, el Soul y el R&B de manera inteligente". Jonathan Currinn de CelebMix declaró que el disco es "algo totalmente diferente y totalmente inesperado", además de afirmar que Mendler "definitivamente está canalizando algo de indie-pop". Él continuó diciendo que "[Nemesis] no es su promedio de EP, así que ni siquiera la misma Bridgit Mendler se lo cree empaquetando sus canciones Pop para dar luz a un sonido Alternative pop.En su lugar es un proyecto bien producido, que definitivamente ha puesto un sello en la carrera de Mendler que se está convirtiendo en una nueva Estella del Indie Pop, Poniendo una marca en la industria de la música, consiguiéndose allí, y demostrando que ella puede experimentar y lanzar la música que ella quiere ". Erica Russell, de PopCrush, afirmó que "la estrella del Pop con voces de miel explora un sonido más tempestuoso y temas más sombríos, tejiendo un cuento de auto-reflexión post-angustia a través de un paisaje sonoro deliciosamente atmosférico de trip hop."

## Sencillos
«Atlantis» fue lanzado como el sencillo líder del EP el 26 de agosto de 2016.
"Do You Miss Me at All", el segundo sencillo del EP, se estrenó a través de Noisey el 3 de noviembre de 2016. Fue lanzado digital el 4 de noviembre de 2016.

### Otras canciones
Mendler lanzó una presentación acústica para "Library" en el mismo día de la liberación del EP el 18 de noviembre de 2016.

## Lista de canciones
| Standard edition |                               |                                                |          |  |
| N.º              | Título                        | Escritor(es)                                   | Duración |  |
| 1.               | «Atlantis» (featuring Kaiydo) | Bridgit Mendler Spencer Bastian Keiondre Boone | 3:49     |  |
| 2.               | «Library»                     | Mendler                                        | 2:56     |  |
| 3.               | «Do You Miss Me at All»       | Mendler                                        | 3:30     |  |
| 4.               | «Snap My Fingers»             | Mendler                                        | 3:18     |  |

## Posicionamientos
| Listas (2016)                       | Posiciones |
| ----------------------------------- | ---------- |
| Estados Unidos (Independent Albums) | 46         |

## Gira
| Día                     | Ciudad        | País           | Lugar            | Acto de apertura | Tickets      | Ingreso      |
| Norteamérica            | Norteamérica  | Norteamérica   | Norteamérica     | Norteamérica     | Norteamérica | Norteamérica |
| ----------------------- | ------------- | -------------- | ---------------- | ---------------- | ------------ | ------------ |
| 15 de noviembre de 2016 | Los Ángeles   | Estados Unidos | Echoplex         |                  |              |              |
| 18 de noviembre de 2016 | San Francisco | Estados Unidos | Rickshaw Stop    | Hayley Kiyoko    |              |              |
| 29 de noviembre de 2016 | Brooklyn      | Estados Unidos | Baby's All Right |                  |              |              |
| Latinoamérica           |               |                |                  |                  |              |              |
| 5 de marzo de 2016      | São Paulo     | Brasil         | Carioca Club     |                  |              |              |
| 7 de marzo de 2016      | Buenos Aires  | Argentina      | Teatro Vorterix  |                  |              |              |
| 9 de marzo de 2016      | Santiago      | Chile          | Teatro Cariola   |                  |              |              |

## Historial de lanzamiento
| Región        | Dato                    | Formato          | Discográfica | Ref.  |
| ------------- | ----------------------- | ---------------- | ------------ | ----- |
| Worldwide     | 18 de noviembre de 2016 | Digital download | Black Box    |       |
| United States | 1 de diciembre de 2016  | CD               | Black Box    | [ 7 ] |